# Meerasabihalli, Challakere
Meerasabihalli là một làng thuộc tehsil Challakere, huyện Chitradurga, bang Karnataka, Ấn Độ.